# Raoul La Roche

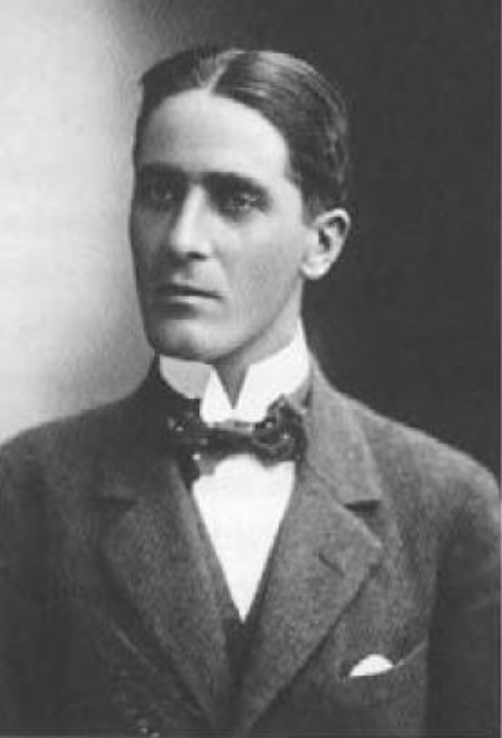
Raoul La Roche

Raoul La Roche (* 23. Februar 1889 in Basel; † 15. Juni 1965 ebenda) war ein Schweizer Bankier, Mäzen und Kunstsammler, der lange in Paris lebte.

## Leben und Werk
Raoul La Roche besuchte die Schulen in Basel und wurde darauf wie schon sein Vater Louis La Roche (1852–1920) Bankier. Nach Aufenthalten in Berlin und London war er von 1911 bis 1954 Mitarbeiter, später Leiter der Auslandsabteilung der Banque Suisse et Française (ab 1917 Crédit Commercial de France) in Paris. 1913 wurde er Mitglied, später Generalsekretär und Präsident der Société Helvétique de Bienfaisance, zudem amtete er als Sekretär und Kassier der Maison Suisse de Retraite.
1918 lernte La Roche bei einem Essen Pierre-Edouard Jeanneret, der sich später Le Corbusier nannte, und bald darauf Amédée Ozenfant kennen. Im selben Jahr hat Jeanneret Ölbilder zu malen begonnen, veranstaltete zusammen mit Ozenfant eine Ausstellung und begründete mit der Streitschrift Après le Cubisme den Purismus. La Roche begann, Bilder der Freunde zu kaufen. Entscheidend für seine Sammlung wurden die vier Auktionen, in welchen 1921–1923 der französische Staat die Kunstbestände von Daniel-Henry Kahnweiler verkaufte, welche im Ersten Weltkrieg beschlagnahmt worden waren, weil der Pariser Galerist deutscher Staatsangehöriger war. Die Preise waren niedrig, und La Roche, von seinen Künstlerfreunden animiert, beraten und an den Auktionen vertreten, erwarb zahlreiche kubistische Bilder, darunter Hauptwerke von Picasso, Braque und Juan Gris. In den folgenden Jahren kaufte er weitere Kunstwerke aus dem Handel. Dabei blieb er seiner Beschränkung auf Kubismus und Purismus treu: Fast nur von Fernand Léger erwarb er auch noch Bilder aus der Zeit nach 1920, und 1929 war die Sammlung für ihn abgeschlossen. Den persönlichen Kontakt mit «seinen» Künstlern hat er nicht gesucht.
Von Le Corbusier liess sich La Roche im Pariser Aussenquartier Auteuil ein Wohnhaus mit Galerie bauen. Die «Maison La Roche», auch «Villa La Roche» oder «Villa La Rocca» genannt, liegt neben dem Haus, welches der Architekt gleichzeitig für seinen Bruder Albert Jeanneret errichtete, und wurde im März 1925 fertig. Die Konstruktion mit Hilfe von Stahlbeton erlaubte eine freie Gestaltung, die Räume waren farblich differenziert. Le Corbusier legte Wert darauf, dass nicht alle Wände mit Bildern vollgehängt wurden. Das Gebäude wurde zu einer Ikone des neuen Bauens und fand so viel Interesse, dass es La Roche, dessen Liebenswürdigkeit allgemein gelobt wird, für Besucher zugänglich machte. Das Gästebuch verzeichnet zahlreiche prominente Namen. Die MaisonLa Roche steht auch jetzt noch zur Besichtigung offen.

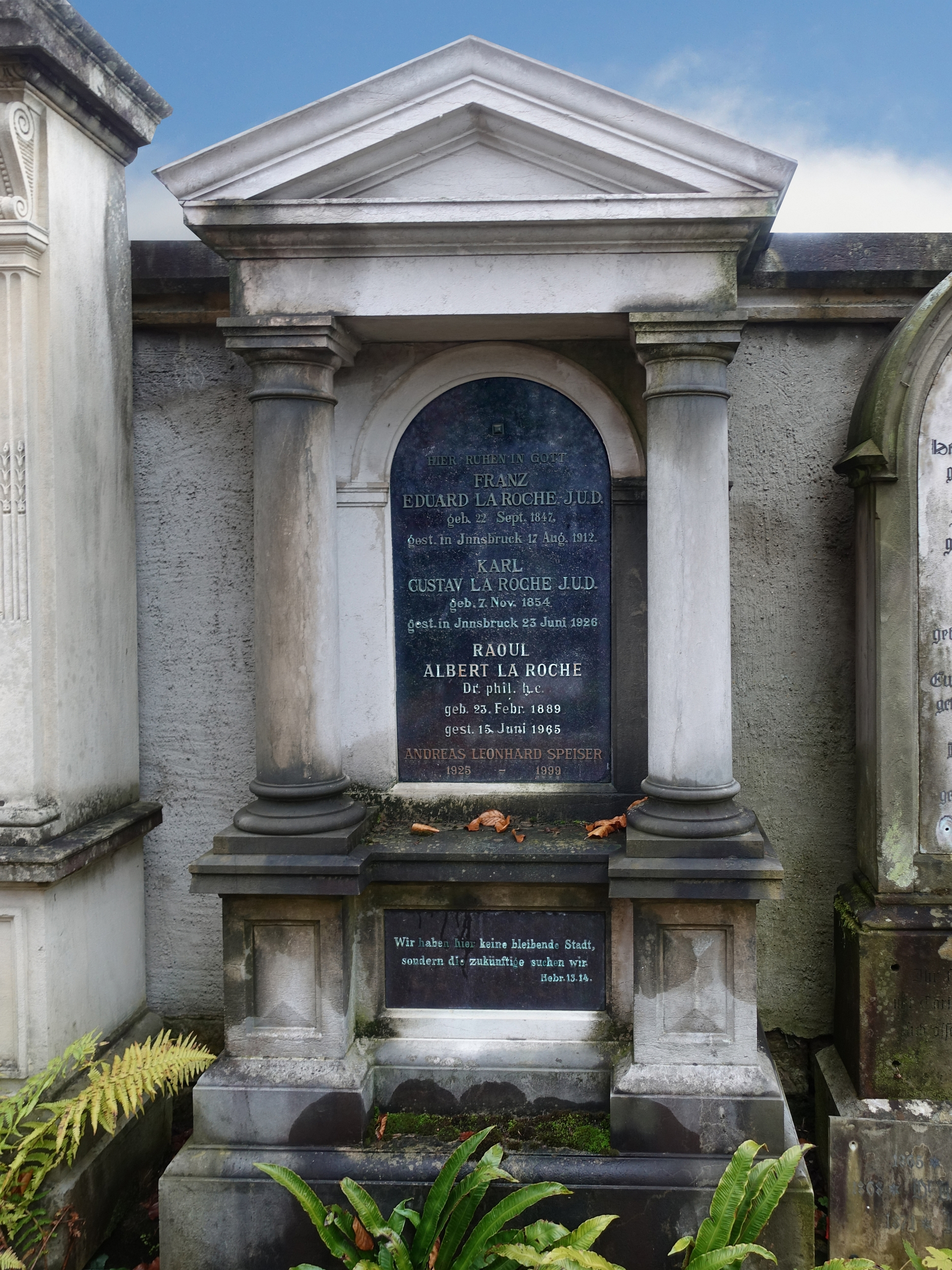
Grab auf dem Wolfgottesacker in Basel

In den 1930er Jahren begann Raoul La Roche, Werke aus seiner Sammlung grosszügig auszuleihen und auch einzelne zu verschenken. Das Kunsthaus Zürich konnte von 1932 an eine grössere Gruppe von Bildern zeigen. In den Kriegsjahren, die La Roche «unter schwierigsten Verhältnissen in Lyon und später in Paris» verlebte, blieben sein Haus und die Sammlung von Verlusten verschont. 1950 erhielt das Kunstmuseum Basel vierzehn Werke als langfristiges Depositum, daraus ergab sich 1952 eine erste Schenkung von 24 Werken: vier Bilder von Picasso, neun von Bracque, fünf von Gris, vier von Léger und je eines von Le Corbusier und Ozenfant. 1955 und 1963 folgten zwei weitere Schenkungen, so dass schliesslich mehr als die Hälfte der Sammlung, neben Gemälden und Werken auf Papier auch vier Plastiken von Jacques Lipchitz nach Basel gelangt sind. An das Musée National d’Art Moderne in Paris gingen in derselben Zeit neun bedeutende Werke, sie waren nicht zuletzt eine Abgeltung für die Erlaubnis zur Ausfuhr der übrigen Sammlung aus Frankreich.
1962 gab Raoul La Roche, der an einer schweren rheumatischen Erkrankung litt, seinen Pariser Wohnsitz auf und kehrte in seine Heimatstadt zurück, die «Maison La Roche» schenkte er der Fondation Le Corbusier. Die Universität Basel ehrte ihn im selben Jahr mit dem Titel eines Ehrendoktors.
Seine letzte Ruhestätte fand er auf dem Wolfgottesacker in Basel.